# استافورد فیربورن
استافورد فیربورن (انگلیسی: Stafford Fairborne؛ ۱۶۶۶ – ۱۱ نوامبر ۱۷۴۲) افسر نیروی دریایی پادشاهی بریتانیا و سیاستمدار ویگ بود. او به عنوان کاپیتان، فرماندهی کشتی‌های مختلفی را در نبرد بیچی هد، نبرد بارفلور و نبرد لاگوس در طول جنگ نه ساله بر عهده داشت.
فیربورن به عنوان افسر پرچم، فرماندهی اسکادران ساحلی ناوگانی را که در طول جنگ جانشینی اسپانیا به مدیترانه اعزام شده بود، بر عهده داشت. این ناوگان در نبرد کادیز شکست خورد، اما بعداً در نبرد خلیج ویگو به پیروزی رسید. او بعداً به فرماندهی سر کلودسلی شاول، دومین فرمانده ناوگان مدیترانه شد و در محاصره و تصرف بارسلونا حضور داشت. پس از آن، فرماندهی اسکادرانی را که به لا روشل اعزام شده بود، به او واگذار شد و در تصرف اوستنده شرکت کرد.
فیربورن از سال ۱۷۰۵ تا ۱۷۱۰ به عنوان نماینده پارلمان، نماینده روچستر بود و همچنین به عنوان عضو شورای لرد ادمیرال عالی (مقامی که در آن زمان به پرنس جورج دانمارک واگذار شده بود) خدمت کرد.